# Ivo Pękalski
Ivo Dominik Pękalski (Lund, 3 november 1990) is een Zweeds-Pools voormalig voetballer die doorgaans speelde als middenvelder. Tussen 2007 en 2025 was hij actief voor Landskrona BoIS, Malmö FF, BK Häcken, Halmstads BK, Oxford United, opnieuw Halmstads BK, Norrby IF en Utsiktens BK. Pękalski maakte in 2013 zijn debuut in het Zweeds voetbalelftal en kwam uiteindelijk tot twee interlandoptredens.

## Clubcarrière
Pękalski speelde in de jeugd van achtereenvolgens Linero IF, Lunds BK en Landskrona BoIS. Bij die laatste club debuteerde hij ook en na twee seizoenen in het eerste gespeeld te hebben, verkaste hij naar Malmö FF. Daar werd hij direct een vaste basisspeler en afgezien van wat blessureleed in 2011 speelde hij vaak in de basis van Malmö. Vanaf 2012 kwam de klad er in en toen hij in 2013 door zijn blessure en zijn onvrede over de revalidatie bij Malmö één duel speelde, besloot Pękalski te vertrekken.
Nog voor het einde van het jaar verliet de middenvelder de club. Een paar dagen later werd bekend dat hij een contract zou ondertekenen bij BK Häcken. In maart 2016 verkaste Pękalski naar Halmstads BK. Medio 2017 maakte de Zweedse middenvelder de overstap naar Oxford United, waar hij voor twee jaar tekende. Bij Oxford kwam Pękalski niet aan spelen toe door aanhoudend blessureleed. Hierop werd hij voor het restant van 2019 verhuurd aan zijn oude club Halmstads BK.
Na zijn terugkeer besloten club en speler in februari 2019 uit elkaar te gaan. Vijf maanden later werd Norrby IF zijn nieuwe werkgever. In januari 2023 verkaste de middenvelder naar Utsiktens BK. Pękalski besloot in maart 2025 op vierendertigjarige leeftijd een punt achter zijn actieve loopbaan te zetten.

## Interlandcarrière
In 2013 mocht Pękalski zijn debuut maken in het Zweeds voetbalelftal. Op 23 januari speelde hij met de nationale elf tegen Noord-Korea. De vriendschappelijke wedstrijd eindigde in 1–1. Pękalski begon op de bank en kwam zes minuten voor tijd het veld in.
| Interlands van Ivo Pękalski voor Zweden | Interlands van Ivo Pękalski voor Zweden | Interlands van Ivo Pękalski voor Zweden | Interlands van Ivo Pękalski voor Zweden | Interlands van Ivo Pękalski voor Zweden | Interlands van Ivo Pękalski voor Zweden | Interlands van Ivo Pękalski voor Zweden |
| №                                       | Datum                                   | Wedstrijd                               | Uitslag                                 | Competitie                              | Goals                                   |                                         |
| Als speler bij Malmö FF                 | Als speler bij Malmö FF                 | Als speler bij Malmö FF                 | Als speler bij Malmö FF                 | Als speler bij Malmö FF                 | Als speler bij Malmö FF                 | Als speler bij Malmö FF                 |
| --------------------------------------- | --------------------------------------- | --------------------------------------- | --------------------------------------- | --------------------------------------- | --------------------------------------- | --------------------------------------- |
| 1                                       | 23 januari 2013                         | Noord-Korea – Zweden                    | 1 – 1                                   | Vriendschappelijk                       |                                         |                                         |
| 2                                       | 26 januari 2013                         | Finland – Zweden                        | 0 – 3                                   | Vriendschappelijk                       |                                         |                                         |

## Erelijst
| Allsvenskan | 2 | 2010, 2013 |